# Astathes batoeensis
Astathes batoeensis là một loài bọ cánh cứng trong họ Cerambycidae.